# Crataegus neobushii
Crataegus neobushii — вид рослин із родини трояндових (Rosaceae).

## Біоморфологічна характеристика
Це кущ заввишки 20–40 дм. Молоді гілочки червонуваті, голі, 1-річні коричнювато-пурпурні, старші темно-сірі; колючки на гілочках від прямих до вигнутих, 2-річні темні, іноді чорнуваті, ± тонкі, 3–5 см. Листки: ніжки листків 33–50% довжини пластини, голі, іноді залозисті; пластини кутасто-яйцюваті, 4–6 см, часточки по 4 з боків, пазухи неглибокі, верхівки часточок гострі, краї пилчасті, крім проксимальної частини, верхівка гостра, абаксіальна поверхня гола, адаксіальна молодою рідко запушена чи гола, ± гола, жилки постійно ворсисті. Суцвіття 3–7-квіткові. Квітки в діаметрі 18–22 мм. Пиляки трояндового забарвлення. Яблука від жовтуватих до помаранчевих, майже округлі, 10 мм у діаметрі, голі, іноді з залозистими крапками. Цвітіння: квітень; плодоношення: вересень і жовтень.

## Середовище проживання
Вид зростає у пд.-сх. і пд.-цн. США (Алабама, Арканзас, Джорджія, Іллінойс, Міссурі, Теннессі, Вірджинія). Населяє підлісок відкритих лісів; на висотах 20–300 метрів.